# Geldtransporter-Fall
Der Geldtransporter-Fall war ein vom deutschen Bundesgerichtshof (BGH) am 10. Dezember 1996 zu entscheidender Fall auf dem Gebiet des Zivilrechts, der sich mit der haftungsbegründenden Kausalität bei mittelbarer Verursachung eines Schadens befasste.
Der Sachverhalt gestaltete sich wie folgt: Im Verlauf eines Verkehrsunfalls, den ein Autofahrer verursacht hatte, überschlug sich ein Geldtransporter mehrfach und kam im Straßengraben zum Stehen. Das Geldtransportfahrzeug wurde auf den Abstellhof einer Polizeiwache transportiert und am nächsten Tag wurde bei einer Überprüfung der Ladung festgestellt, dass zwei Geldtransportkoffer mit Bargeld im Wert von 256.570,50 DM fehlten. Bezüglich der Täter konnte nur festgestellt werden, dass wahrscheinlich der Diebstahl kurz nach dem Unfall geschehen war, da das Fahrzeug beim Abschleppen und bei der Polizei dauernd überwacht worden sei. Das Geldtransportunternehmen verklagte daraufhin die Haftpflichtversicherung des Autofahrers, der den Unfall verschuldet hatte, und machte einen Anspruch aus unerlaubter Handlung gemäß § 823 Abs. 1 BGB geltend.
Problem des Falles war, ob das Dazwischentreten des dritten Täters noch dem ursprünglichen Schädiger zugerechnet werden konnte. Der BGH sah den Zurechnungszusammenhang im Gegensatz zum Berufungsgericht als erfüllt an, da der Autofahrer einen Zustand ausgelöst hat, mithin ein Risiko geschaffen hat, dass ein Dritter Zugriff auf das Geld nimmt. Es ist kein ungewöhnliches und unsachgemäßes Verhalten einer dritten Person, sofern sie bei einem Verkehrsunfall die Situation nutzt, um einen Diebstahl zu begehen. Dies liege nicht außerhalb der Wahrscheinlichkeit. Sofern der Diebstahl also am Unfallort geschehen war, war ein Anspruch begründet.
Der BGH stellte jedoch klar, dass etwas anderes gelten würde, wenn der Diebstahl erst auf der Polizeiwache geschehen sein sollte, dies also die Zurechnung entfallen lassen würde.